# Brain-sur-Longuenée
Brain-sur-Longuenée è un comune francese soppresso e frazione del dipartimento del Maine e Loira nella regione dei Paesi della Loira. Dal 28 dicembre 2015 si è fuso con i comuni di Gené, La Pouëze e Vern-d'Anjou per formare il nuovo comune di Erdre-en-Anjou.

## Società

### Evoluzione demografica
Abitanti censiti